# Pohland (Adelsgeschlecht)

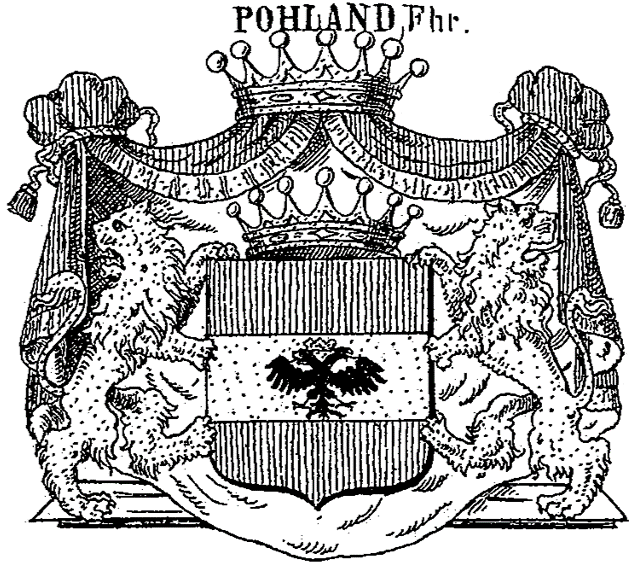
Wappen derer von Pohland (1845)

Pohland ist der Name eines erloschenen reußischen Briefadelsgeschlechts. 

## Geschichte
Das Geschlecht geht auf Carl Christian Pohland (* September 1769 in Neustadt an der Orla; † 7. September 1847 in Dresden) zurück. Jener war Advokat und von 1814 bis 1823 Bürgermeister der sächsischen Residenzstadt Dresden. 1845 wurde dessen Sohn, der fürstlich-reußische Legationsrat Gustav Pohland (1802–1889), von Fürst Heinrich LXII. von Reuß-Schleiz in den Freiherrenstand erhoben. Diese Standeserhöhung wurde am 23. Februar 1846 im Königreich Sachsen anerkannt. Dessen Sohn Gustav Oswald Freiherr von Pohland starb am 12. Februar 1874 als Geheimer Finanzrat. Er konnte die Stammlinie des Adelsgeschlechts nicht fortsetzen. Letzte Angehörige und Namensträgerin war seine Schwester, die Dresdner Stifterin Freiin Auguste Elisabeth von Pohland (1832–1910), die am 4. November 1910 als Privata in Pillnitz bei Dresden verstarb. Sie hatte, wie erst durch die im Nachlass gefundenen Aufzeichnungen bekannt geworden war, schon bei Lebzeiten bedeutende Stiftungen in Dresden gemacht. Ihr zu Ehren wurde 1913 im Dresdner Stadtteil Striesen der Pohlandplatz benannt, während die dortige Pohlandstraße nach ihrem Großvater, dem Dresdner Bürgermeister Carl Christian Pohland (1769–1847) benannt wurde.

## Wappen
Blasonierung: In Rot ein goldener Balken, darin ein schwarzer Doppeladler mit zwischen den Häuptern schwebender Krone. Auf dem Schild eine Freiherrenkrone. Darüber noch einmal die Freiherrenkrone mit einem roten silbern-gefütterten Mantel mit goldenen Fransen, Schnüren und Troddeln. Als Schildhalter zwei widersehende goldene Löwen.